# Trichogrammatoidea eldanae
Trichogrammatoidea eldanae är en stekelart som beskrevs av Gennaro Viggiani 1979. Trichogrammatoidea eldanae ingår i släktet Trichogrammatoidea och familjen hårstrimsteklar. Inga underarter finns listade i Catalogue of Life.